# Jeffrey Eugenides
Jeffrey Eugenides Kent (nascido em Detroit, Michigan, a 8 de março de 1960) é um romancista e contista norte-americano, vencedor do Prémio Pulitzer de Ficção. Tendo escrito vários ensaios e contos, Eugenides é  conhecido sobretudo por seus  romances: As virgens suicidas (The Virgin Suicides) (1993), Middlesex (2002) e O Enredo Conjugal (The Marriage Plot) (2011).

## Vida e carreira
Eugenides nasceu em Detroit, Michigan, de ascendência grega e irlandesa. Ele estudou numa escola privada de Grosse Pointe, a  University Liggett School. Ele recebeu seu diploma de graduação na Universidade Brown, graduando-se em 1983. Mais tarde, ganhou um MA em Escrita Criativa da Universidade Stanford.
Em 1986 ele recebeu o Academia de Artes e Ciências Cinematográficas Nicholl Fellowship por sua história "Here Comes Winston, Full of the Holy Spirit". Seu romance de 1993, As virgens suicidas, despertou grande interesse graças à sua adaptação para filme em 1999, dirigido por Sofia Coppola. O romance foi reeditado em 2009.
Eugenides é relutante em aparecer em público ou revelar detalhes sobre sua vida privada, exceto através de autógrafos Michigan área em que ele detalha a influência de Detroit e suas experiências de ensino médio em seus escritos.
Jeffrey Eugenides vive em Princeton, Nova Jérsei com a esposa. No outono de 2007, Eugenides se juntou ao corpo docente da Universidade de Princeton e participou no programa "Escrita Criativa".
Eugenides é o editor da coleção de contos intitulada My Mistress's Sparrow is Dead. Um projeto criado para incentivar a escrita dos jovens.
Seu romance de 2002, Middlesex , ganhou o Prémio Pulitzer de Ficção e o Ambassador Book Award.

## Romances
- As Virgens Suicidas (1993) - no original The Virgin Suicides  ( ISBN 0-446-67025-1 )
- Middlesex (2002) ( ISBN 0-374-19969-8 ) - Prémio Pulitzer de Ficção (2003)
- A Trama do Casamento (2011) - no original The Marriage Plot

## Contos
- "Air Mail" (Best American contos, Proulx ed. Houghton Mifflin, 1997)
- "A velocidade do esperma" (Granta, 1997)
- "Timeshare" (The Pushcart Prize XXIII, Henderson ed., Pushcart, 1999)
- "Baster" Wonderful Town (Remnick ed., Random House 2000)
- "Os mitos antigos" (The Uncanny espacial, James Casebere, Sean Kelly Gallery, 2001)
- "Early Music" (The New Yorker, 10 de outubro de 2005)
- "Grande Experimento" (The New Yorker, 31 de março de 2008)
- Editor, Mistress's My Sparrow is Dead: Great Love Stories de Chekhov para Munro (antologia, 2008) ( ISBN 978-0061240379 )
- "Extrema solidão" (The New Yorker, 07 de junho de 2010)